# 일라리오 디 부오
일라리오 디 부오(이탈리아어: Ilario Di Buò, 1965년 12월 13일~)는 이탈리아의 양궁 선수이다. 올림픽에 6회 참가했으며 2000년 하계 올림픽과 2008년 하계 올림픽에서 남자 단체전 은메달을 획득했다.